# Luc Abalo
Luc Abalo (Ivry-sur-Seine, 6. rujna 1984.) je umirovljeni francuski rukometaš i reprezentativac koji je igrao na poziciji desnog krila i slovio za jedno od najboljih desnih krila svijeta. 
Prije Madrida, Abalo je 10 godina igrao u francuskom klubu US Ivry HB. Za reprezentaciju je debitirao 2005. godine i imao 289 nastupa i 859 pogodaka. Na OI u Pekingu 2008. bio je član francuske momčadi koja je osvojila zlatnu medalju, a ima i 2 zlata, te broncu s Europskih prvenstava.